# Абу Зейд, Тахир
А́мир Та́хир Абу́ Зейд эс-Се́йид (араб. عامر طاهر أبو زيد السيد‎; род. 1 апреля 1962, Асьют) — египетский футболист, выступавший на позиции полузащитника.
16 июля 2013 года Абу Зейд занял пост министра по делам спорта в правительстве Хазема аль-Баблауи от Новой партии Вафд. Должность он занимал до 1 марта 2014 года до отставки правительства.

## Клубная карьера
Тахир Абу Зейд провёл всю свою футбольную карьеру игрока в ведущем египетском клубе «Аль-Ахли» из Каира, вместе с которым он завоевал множество титулов, как на местном, так и на континентальном уровне.

## Карьера в сборной
Тахир Абу Зейд попал в состав сборной Египта на Чемпионате мира 1990 года. Из 3-х матчей Египта на турнире Абу Зейд появлялся лишь в одном: в матче группового этапа против Ирландии. В этой встрече он вышел на поле на 60-й минуте, заменив полузащитника Магди Толбу.

## Достижения

### Клубные
Аль-Ахли
- Чемпион Египта (7): 1979/80, 1980/81, 1981/82, 1984/85, 1985/86, 1986/87, 1988/89
- Обладатель Кубка Египта (8): 1980/81, 1982/83, 1983/84, 1984/85, 1988/89, 1990/91, 1991/92, 1992/93
- Победитель Кубка Африканских Чемпионов (2): 1982, 1987
- Победитель Кубка Обладателей Кубков Африки (3): 1984, 1985, 1986
- Победитель Афро-азиатского кубка: 1988

### Со сборной Египта
- Чемпион Африки: 1986